# ستيوارت تايلور (لاعب كرة قدم بريطاني)
ستيوارت تايلور (بالإنجليزية: Stuart Taylor)‏ (18 أبريل 1947 ببرستل في المملكة المتحدة - 10 أكتوبر 2019) هو لاعب كرة قدم بريطاني في مركز قلب الدفاع. لعب مع نادي بريستول روفيرز ونادي باث سيتي.

## وصلات خارجية
- ستيوارت تايلور على موقع قاعدة بيانات كرة القدم.إي يو (الإنجليزية)